# 다나부정
다나부정(田名部町)은 아오모리현 시모키타군에 설치되었던 정이다. 현재의 무쓰시 동부에 해당한다.